# Begin (videojuego)
Begin, A Tactical Starship Simulation es un videojuego lanzado para MS-DOS en 1984 y consiste en combates entre naves espaciales.
En 1991 le siguió Begin 2. Begin 3 para Microsoft Windows se lanzó en marzo de 2009.

## Jugabilidad
Begin es un simulador táctico de naves estelares en el que el jugador comanda una flota de naves contra una fuerza alienígena.
El juego está ambientado en el universo de Star Trek. Los jugadores pueden jugar como la Federación, Klingon, Romulanoss o Orión. Se incluyen varias armas y funciones, como fásers, torpedos de fotones y rayos tractores .

## Recepción
En 1996, Michael Feir afirmó que Begin 2 es "el mejor y más detallado simulador accesible para ciegos". Según PC-SIG, la "estrategia informática es bastante efectiva".

## Legado
Begin 2, lanzado en 1991, es un juego de simulador táctico de naves estelares ambientado en el universo de Star Trek lanzado en 1991. Es la secuela de Begin. La pantalla es similar a la de Inicio . La principal diferencia es que la secuela presentaba gráficos VGA mientras que el original usaba caracteres de pantalla ASCII puros (modo de texto). También se agregaron barcos y armas adicionales. Sin embargo, cada barco está representado individualmente en el juego y el jugador puede operarlo y comandarlo individualmente. Cada barco tiene un conjunto único de armas y recursos. Al igual que con el primer juego, una de las características más notables de este juego es su naturaleza altamente matemática y su falta de factores aleatorios.